# West Glacier
West Glacier – jednostka osadnicza w Stanach Zjednoczonych, w stanie Montana, w hrabstwie Flathead.